# Капкаев, Владимир Васильевич
Влади́мир Васи́льевич Капка́ев (род. 22 июля 1951, с. Калиновское, Ульяновская область) — российский политический и государственный деятель, председатель Саратовской областной думы (2012—2017).

## Биография
В 1969—1976 годах работал (с перерывом в 1970—1972, когда служил в Советской Армии) на Куйбышевском моторном заводе — слесарем, мотористом, сменным инженером-испытателем авиационных двигателей. В 1976 году окончил Куйбышевский авиационный институт им. С. П. Королева по специальности «Авиационные двигатели» с присвоением квалификации «инженер-механик».
С 1976 года работал в Пугачёве (Саратовская область): начальник литейного цеха, инженер-конструктор завода «Пугачёвптицемаш», инструктор, заведующий промышленно-транспортным отделом Пугачёвского горкома КПСС (1979—1983), директор завода «Пугачёвптицемаш» (1983—1987), директор Пугачёвского комбината хлебопродуктов (1987—1988), заместитель председателя Пугачевского горисполкома (1988—1992), директор Пугачёвского мукомольного завода № 4 (1992—2002; с 1994 — генеральный директор ОАО «Пугачёвский мукомольный завод»). В 1993 году окончил Поволжский кадровый центр в Саратове по специальности «Экономика и управление: менеджмент» с присвоением квалификации «менеджер».
С декабря 1996 по сентябрь 1997 года — депутат Пугачевского районного совета.
С августа 1997 года — депутат Саратовской областной думы (2-го созыва 1997—2002, 3-го — 2002—2007, 4-го — 2007—2012, 5-го созыва — с 2012); с октября 2002 года работает в областной Думе на постоянной профессиональной основе. Возглавлял комитет по бюджетно-финансовой политике и налогам (апрель 2005 — апрель 2011), был заместителем председателя комитета по бюджету и налогам (май 2011 — сентябрь 2012).
Одновременно с декабря 2010 по сентябрь 2012 года работал в отделении Пенсионного фонда Российской Федерации по Саратовской области (заместитель управляющего, с апреля 2011 — управляющий).
В сентябре 2012 года избран председателем Саратовской областной думы 4-го созыва, остаётся в этой должности и в 5-м созыве думы. В 5-м созыве также входит в состав Комитетов: по государственному строительству и местному самоуправлению, по социальной политике, по бюджету и налогам. Руководит фракцией «Единая Россия».
В сентябре 2017 г. избран в 6-й созыв Саратовской областной думы. Председатель комитета по бюджету, налогам, экономической и инвестиционной политике, промышленности, собственности и предпринимательству (с сентября 2017 по июль 2020 года), член комитета по государственному строительству и местному самоуправлению, член комитета по аграрным вопросам, земельным отношениям, экологии и природопользованию, председатель комиссии по контролю за достоверностью сведений о доходах, об имуществе и обязательствах имущественного характера, представляемых депутатами Саратовской областной Думы, член фракции «Единая Россия», член Совета Думы. 26 октября 2020 года подал заявление о сложении полномочий депутата областного парламента. 

## Семья
Женат. Имеет двоих детей.

## Награды
- Заслуженный работник пищевой индустрии Российской Федерации
- Почётные грамоты Совета Федерации и Государственной Думы Федерального Собрания Российской Федерации
- Почётный знак Губернатора Саратовской области «За любовь к родной земле»[1][2].